# Bjørn Bergvall
Bjørn Bergvall (Oslo, 13 de febrero de 1939) es un deportista noruego que compitió en vela en la clase Flying Dutchman. Participó en los Juegos Olímpicos de Roma 1960, obteniendo una medalla de oro en la clase Flying Dutchman.

## Palmarés internacional
| Juegos Olímpicos | Juegos Olímpicos | Juegos Olímpicos | Juegos Olímpicos |
| Año              | Lugar            | Medalla          | Clase            |
| ---------------- | ---------------- | ---------------- | ---------------- |
| 1960             | Roma (Italia)    | Medalla de oro   | Flying Dutchman  |